# Dan Focht
Dan Focht (né le 31 décembre 1977 à Régina en Saskatchewan) est un joueur canadien de hockey sur glace professionnel évoluant au poste de défenseur.

## Carrière
Il est repêché en 1e ronde, 11e au total par les Coyotes de Phoenix au repêchage d'entrée de 1996.

## Statistiques

### En club
| Saison     | Équipe                    | Ligue      |    | Saison régulière | Saison régulière | Saison régulière | Saison régulière | Saison régulière |    | Séries éliminatoires | Séries éliminatoires | Séries éliminatoires | Séries éliminatoires | Séries éliminatoires |
| Saison     | Équipe                    | Ligue      | PJ | B                | A                | Pts              | Pun              | PJ               | B  | A                    | Pts                  | Pun                  |                      |                      |
| 1995-1996  | Americans de Tri-City     | LHOu       | 63 | 6                | 12               | 18               | 161              | 11               | 1  | 1                    | 2                    | 23                   |                      |                      |
| 1996-1997  | Americans de Tri-City     | LHOu       | 28 | 0                | 5                | 5                | 92               | --               | -- | --                   | --                   | --                   |                      |                      |
| 1996-1997  | Pats de Regina            | LHOu       | 22 | 2                | 2                | 4                | 59               | 5                | 0  | 2                    | 2                    | 8                    |                      |                      |
| 1996-1997  | Falcons de Springfield    | LAH        | 1  | 0                | 0                | 0                | 2                | --               | -- | --                   | --                   | --                   |                      |                      |
| 1997-1998  | Falcons de Springfield    | LAH        | 61 | 2                | 5                | 7                | 125              | 3                | 0  | 0                    | 0                    | 4                    |                      |                      |
| 1998-1999  | Falcons de Springfield    | LAH        | 30 | 0                | 2                | 2                | 58               | 3                | 1  | 0                    | 1                    | 10                   |                      |                      |
| 1998-1999  | Sea Wolves du Mississippi | ECHL       | 2  | 0                | 0                | 0                | 6                | --               | -- | --                   | --                   | --                   |                      |                      |
| 1999-2000  | Sea Wolves du Mississippi | ECHL       | 4  | 0                | 1                | 1                | 0                | --               | -- | --                   | --                   | --                   |                      |                      |
| 1999-2000  | Falcons de Springfield    | LAH        | 44 | 2                | 9                | 11               | 86               | 5                | 0  | 1                    | 1                    | 2                    |                      |                      |
| 1999-2000  | Jokerit Helsinki          | SM-liiga   | 2  | 0                | 0                | 0                | 0                | --               | -- | --                   | --                   | --                   |                      |                      |
| 2000-2001  | Falcons de Springfield    | LAH        | 69 | 0                | 6                | 6                | 156              | --               | -- | --                   | --                   | --                   |                      |                      |
| 2001-2002  | Coyotes de Phoenix        | LNH        | 8  | 0                | 0                | 0                | 11               | 1                | 0  | 1                    | 1                    | 0                    |                      |                      |
| 2001-2002  | Falcons de Springfield    | LAH        | 56 | 2                | 8                | 10               | 134              | --               | -- | --                   | --                   | --                   |                      |                      |
| 2002-2003  | Falcons de Springfield    | LAH        | 37 | 2                | 7                | 9                | 80               | --               | -- | --                   | --                   | --                   |                      |                      |
| 2002-2003  | Coyotes de Phoenix        | LNH        | 10 | 0                | 0                | 0                | 10               | --               | -- | --                   | --                   | --                   |                      |                      |
| 2002-2003  | Penguins de Pittsburgh    | LNH        | 12 | 0                | 3                | 3                | 19               | --               | -- | --                   | --                   | --                   |                      |                      |
| 2003-2004  | Penguins de Pittsburgh    | LNH        | 52 | 2                | 3                | 5                | 105              | --               | -- | --                   | --                   | --                   |                      |                      |
| 2004-2005  | Bulldogs de Hamilton      | LAH        | 26 | 2                | 3                | 5                | 84               | --               | -- | --                   | --                   | --                   |                      |                      |
| 2005-2006  | Americans de Rochester    | LAH        | 54 | 2                | 5                | 7                | 146              | --               | -- | --                   | --                   | --                   |                      |                      |
| Totaux LNH | Totaux LNH                | Totaux LNH | 82 | 2                | 6                | 8                | 145              | 1                | 0  | 1                    | 1                    | 0                    |                      |                      |